# Walter Wicclair
Walter Wicclair (Pseudonym Walter Wielau; * 24. Januar 1901 in Kreuzburg (Oberschlesien) als Walter Weinlaub; † 18. Januar 1998 in West Hollywood) war ein deutsch-US-amerikanischer Schauspieler, Theaterregisseur, -direktor und Autor. Er gilt als ein bekannter Vertreter des deutschen Exiltheaters zur Zeit des Nationalsozialismus.

## Leben
Der 1901 geborene Wicclair besuchte zunächst das Gymnasium und begann eine kaufmännische Lehre. 1920 begann er als Statist beim Theater in Gleiwitz und erhielt dort kostenlosen Schauspielunterricht. Wicclair war in den Jahren von 1920 bis 1933 als Schauspieler in Deutschland tätig. Er gründete 1932 in seiner Heimatstadt Kreuzburg das erste feste Theater, das er mit Einverständnis des Dichters Gerhart-Hauptmann-Bühne nannte und in der Spielzeit 1932/33 leitete. Als Theatermann beschrieb Wicclair den jüdischen Anteil im Handel- und Sanitätswesen um den Kreuzburger Ring. Eine seiner Vorstellungen wurde von SA-Männern überfallen und die Bühne anschließend zerstört. Wicclair – damals noch Weinlaub – wurde durch Messerstiche verletzt und konnte dem Überfall nur knapp entkommen.
Wicclair floh vor den Nationalsozialisten über die Tschechoslowakei, Holland und England in die USA und lebte und arbeitete mit Unterbrechungen bis zu seinem Tod in Los Angeles. Seine in Deutschland verbliebenen Eltern starben später im KZ Theresienstadt.
In den USA änderte er seinen Namen zu Walter Wicclair und wurde US-Staatsbürger. Anfangs verdiente er seinen Lebensunterhalt als Tellerwäscher, Gärtner und Arbeiter in der Flugzeugindustrie. Später gründete er in Los Angeles die Freie Bühne und inszenierte Stücke in deutscher und englischer Sprache, in denen er zum Teil auch selbst spielte. So inszenierte Wicclair im September 1949 den Urfaust und spielte zugleich die Rolle des Mephisto. Norbert Schiller besetzte er als Faust und ließ mit Gert Riederer als Novum eine dunkelhaarige Schauspielerin das Gretchen spielen. Erst später erfuhr er davon, dass bereits Leopold Jessner eine ähnliche Besetzung vorgenommen hatte.
Wicclair trat für eine Auseinandersetzung mit dem Theater des Dritten Reiches und seinen Folgen für das Nachkriegstheater und die Theateremigration ein und erreichte dadurch, dass die Presse anfing sich mit diesem Thema zu beschäftigen. In offenen Briefen und Vorträgen half er den „Mythos von der Großartigkeit des Theaters im Dritten Reich zu erschüttern“. Ihm gelang eine Einleitung der Vergangenheitsbewältigung im Bereich der Bühnen- und Theaterwissenschaft, welche durch Botschaften der Bundesrepublik in Kalifornien schon in den 1960er Jahren geehrt wurden.
1958 versuchte Wicclair sich wieder eine Existenz in Deutschland aufzubauen. Sein erstes Engagement nach seiner Rückkehr erhielt er in Flensburg. Im selben Jahr, 1958, kam er mit seiner Produktion des Totentanz (Strindberg), mit der er erfolgreich an dem Wettbewerb Woche des zeitgenössischen Schauspiels teilgenommen hatte, nach West-Berlin. Bei den Berliner Festwochen 1961/62 inszenierte er Stefan Zweigs „Jeremias“. 1963 kehrte Wicclair endgültig in die USA zurück und widmete sich zusammen mit seiner Lebensgefährtin Marta Mierendorff an der University of Southern California (USC) der wissenschaftlichen Erforschung der Tätigkeiten deutscher Exilkünstler in Kalifornien.

## Schriften
- Von Kreuzburg bis Hollywood. Mit einem Nachwort von Curt Trepte. Henschel Verlag,  Berlin (Ost) 1975.
- Marta Mierendorff und Walter Wicclair (Hrsg.): Im Rampenlicht der „dunklen Jahre“. Aufsätze zum Theater im „Dritten Reich“, Exil und Nachkrieg. Edition Sigma, Berlin 1989. ISBN 3-924859-92-2 (= Sigma-Medienwissenschaft, Band 3).